# Guinness World Records
Guinness World Records (Rècords del Món Guinness), conegut fins a l'any 2000 com The Guinness Book of Records (El Llibre Guinness dels Rècords), és una obra de referència publicada anualment que conté una col·lecció de rècords mundials, tant d'assoliments humans com de fets extrems del món natural. El llibre, obra de Sir Hugh Beaver, va ser fundat pels germans bessons Norris i Ross McWhirter a Fleet Street, Londres, l'agost de 1954.
Amb l'edició de 2021, compleix 66 anys d'existència, es publica en 100 països i en 23 idiomes, i compta amb més de 53.000 registres a la seva base de dades. El llibre mateix té un rècord: és la sèrie amb drets d'autor més venuda de tots els temps.
La franquícia també inclou espectacles de televisió i museus. La seva popularitat ha fet que Guinness World Records hagi esdevingut la primera autoritat internacional pel que fa a catalogació i verificació de rècords mundials. Els verificadors oficials autoritzats s'encarreguen de comprovar i verificar l'establiment d'un nou rècord.

## Història

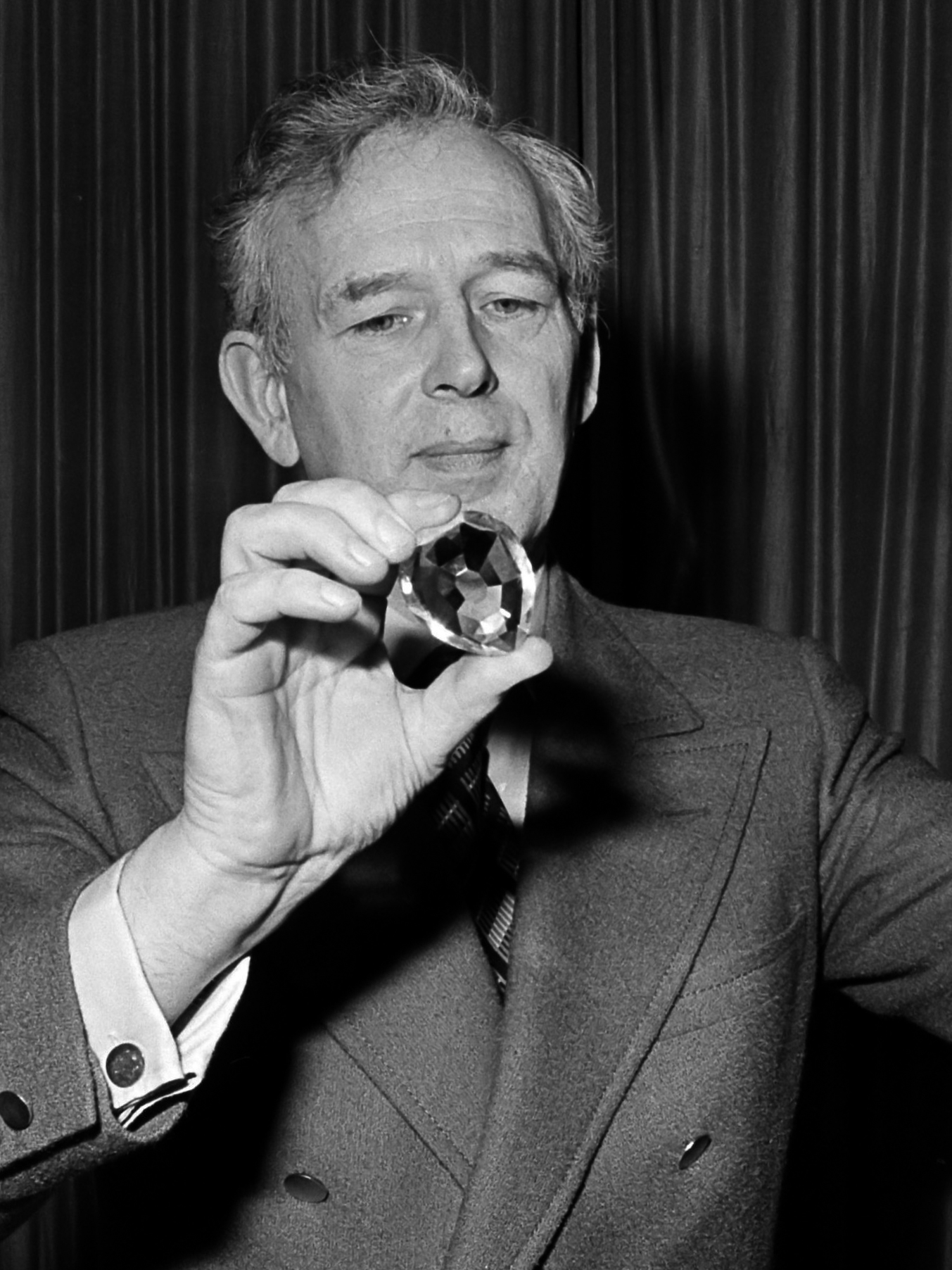
Norris McWhirter va cofundar el llibre amb el seu germà bessó Ross a Londres, l'agost de 1955

El 10 de novembre de 1951, Sir Hugh Beaver, llavors director general de les cerveseries Guinness, va anar de caça al North Slob, al costat del riu Slaney, al comtat de Wexford, Irlanda. Després de fallar un tret a un corriol daurat, va començar a debatre amb els seus companys sobre quin era l'au de caça més ràpida d'Europa, si el corriol daurat o el gall salvatge, sent el corriol el més ràpid. Aquella nit, a Castlebridge House, es va adonar que era impossible confirmar en els llibres de referència si el corriol daurat era o no l'au de caça més ràpida d'Europa. Beaver sabia que havia d'haver moltes altres qüestions que es debatien cada nit en els pubs de tota Irlanda i de l'estranger, però no hi havia cap llibre al món amb el qual es poguessin resoldre les discussions sobre els rècords. Es va adonar llavors que un llibre que proporcionés les respostes a aquest tipus de preguntes podria tenir èxit.
La idea de Beaver es va fer realitat quan Christopher Chataway, empleat de Guinness, va recomanar als seus amics Norris i Ross McWhirter de la universitat, que dirigien una agència de recopilació d'informació a Londres. Els germans bessons van rebre l'encàrrec de recopilar el que es va convertir en el Llibre Guinness dels Rècords, l'agost de 1954. Es van imprimir i regalar mil exemplars.
Després de la fundació de la seu del Llibre Guinness dels Rècords al 107 de Fleet Street, a Londres, la primera edició de 198 pàgines es va enquadernar el 27 d'agost de 1955 i va arribar als primers llocs de les llistes dels més venuts a gran Bretanya per Nadal. El següent any, es va publicar als Estats Units (EUA) i es van vendre 70.000 exemplars. Des de llavors, Guinness World Records ha venut més de 140 milions d'exemplars en 100 països i 37 idiomes.
Com el llibre es va convertir en un èxit per sorpresa, es van imprimir moltes edicions més, fins que es va acabar establint un patró d'una edició a l'any, publicada al setembre/octubre, just a temps per al Nadal. Els McWhirter van seguir elaborant el llibre durant molts anys. Tots dos germans tenien una memòria enciclopèdica; en la sèrie de televisió Record Breakers, basada en el llibre, responien a les preguntes dels nens del públic sobre diversos rècords mundials i eren capaços de donar la resposta correcta. Ross McWhirter va ser assassinat per dos membres de l'Exèrcit Republicà Irlandès Provisional en 1975 perquè s'oferir una recompensa de 50.000 £ per la seva captura. Després de l'assassinat de Ross, el programa en què es responia a les preguntes sobre rècords plantejades pels nens es va nomenar Norris on the Spot.

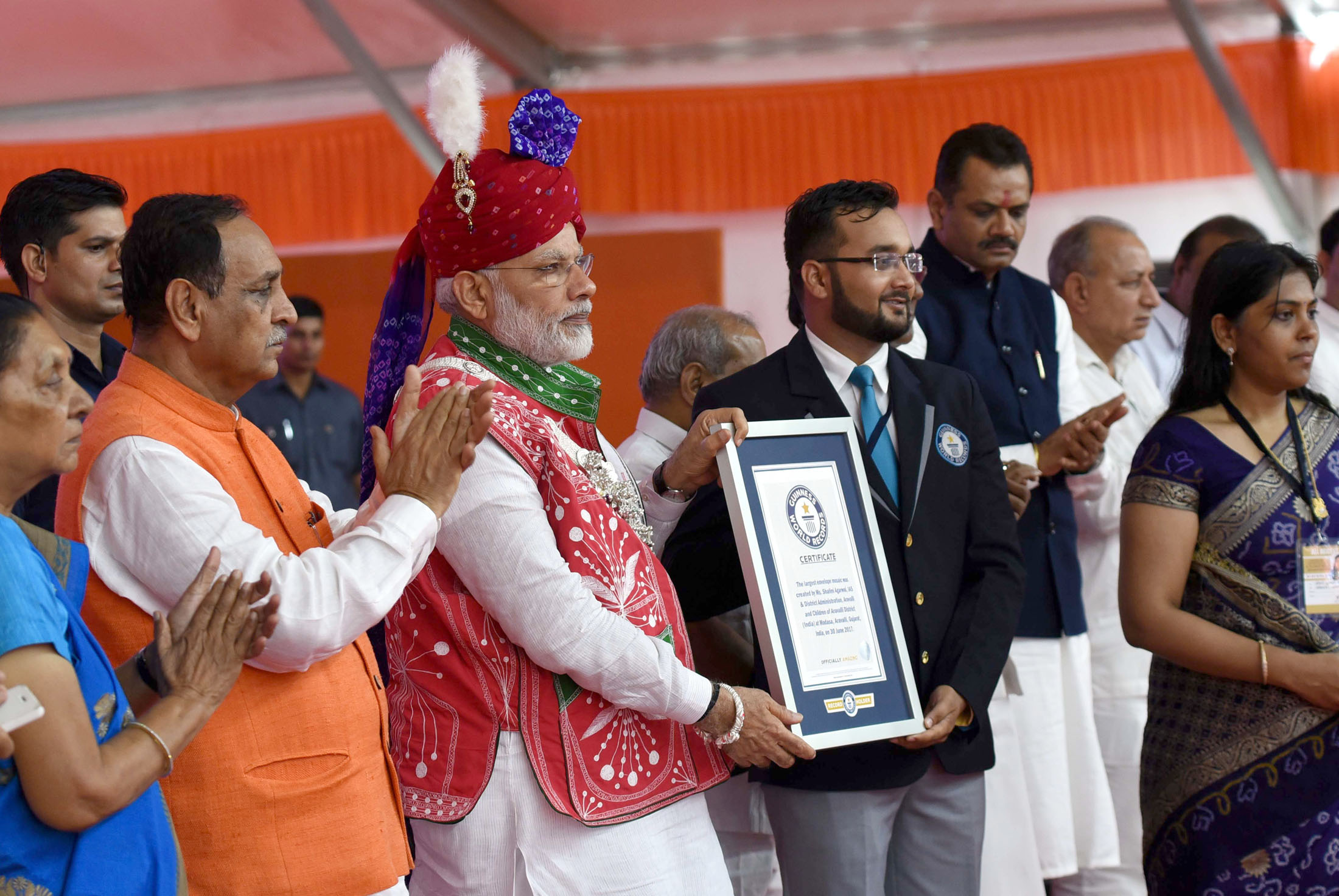
El Primer ministre de l'Ìndia, Narendra Modi, rebent el certificat del Guiness World Records pel mosaic més gran fet amb sobre, fet per l'artista Imran Sharif.

Guinness Superlatives, més tard Guinness World Records Limited, es va crear el 1954 per publicar el primer llibre. Sterling Publishing va ser la propietària dels drets del llibre Guinness als Estats Units durant dècades. El grup va ser propietat de Guinness PLC i posteriorment de Diageo fins al 2001, quan va ser adquirit per Gullane Entertainment per 65 milions de dòlars. El 2006, Apax Partners va comprar HIT i posteriorment va vendre Guinness World Records a principis de 2008 al grup Jim Pattison, l'empresa matriu de Ripley Entertainment, que té llicència per explotar les activitats de Guinness World Records. Amb oficines a Nova York i Tòquio, la seu mundial de Guinness World Records segueix estant a Londres.

## Evolució

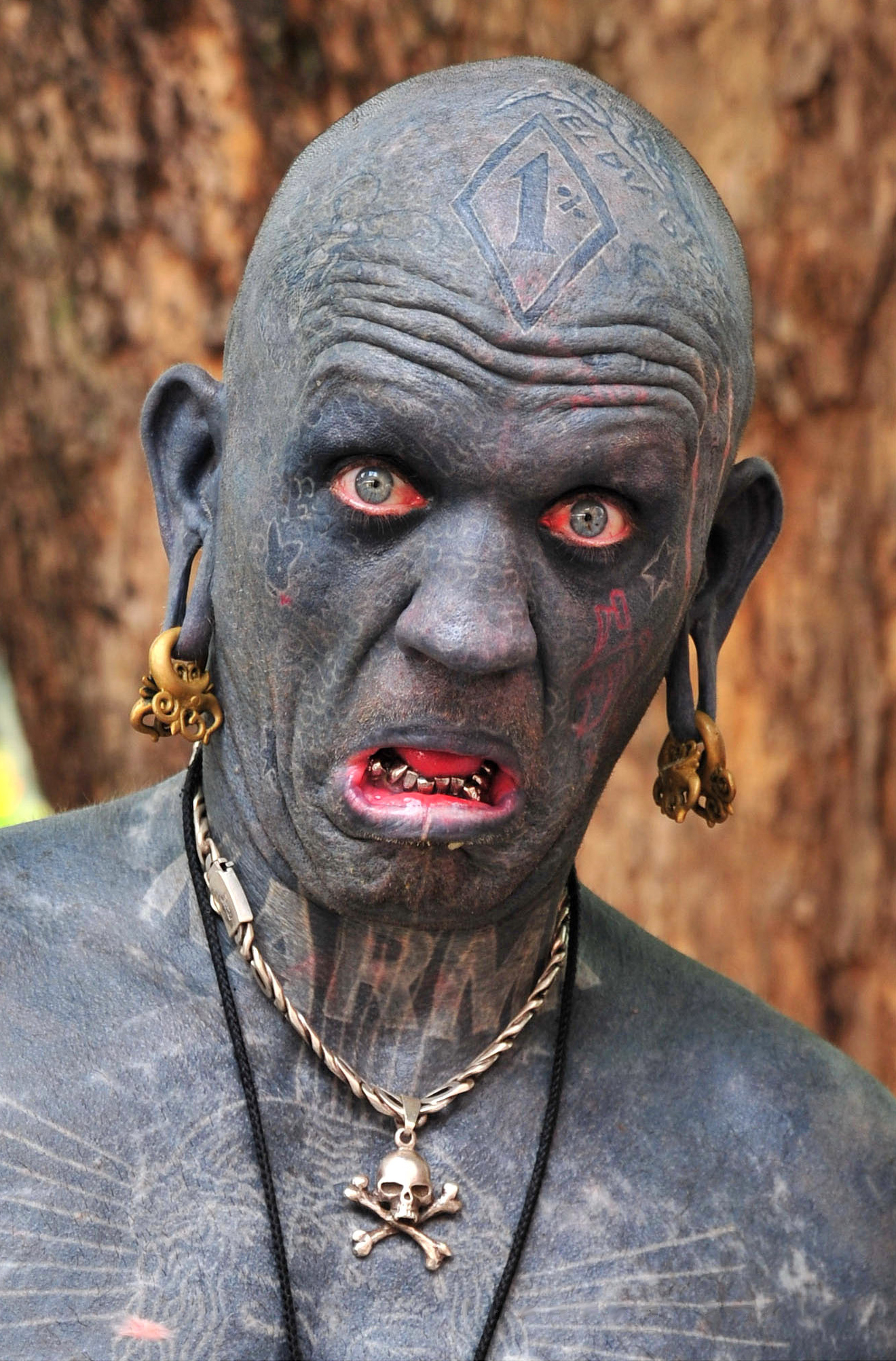
Lucky Diamond Rich és "la persona més tatuada del món", i té tatuatges que cobreixen tot el seu cos. Té el certificat de Rècord Mundial Guinness des del 2006.

Les últimes edicions s'han centrat en les gestes dels competidors personals. Les modalitats de competicions van des de les més bàsiques, com l'aixecament de pesos olímpic, fins a les distàncies més llargues de llançament d'ous (modalitat que consisteix en llençar un ou el més lluny possible sense trencar-se), passant pel major temps jugant a Grand Theft Auto IV o el major número de frankfurts consumits en tres minuts. A més dels rècords sobre competicions, conté altres com el tumor més pesat, el fong més verinós, la telenovel·la més llarga i la pòlissa d'assegurança de vida més valuosa, entre d'altres. Molts rècords també es refereixen a les persones més joves que han aconseguit alguna cosa, com la persona més jove a visitar totes les nacions de l'món, que actualment ostenta Alexis Alford (21 anys i 177 dies).
Cada edició conté una selecció dels rècords de la base de dades dels Rècords Mundials Guinness, així com una selecció de nous rècords, els criteris d'inclusió canvien d'un any a un altre.
La jubilació de Norris McWhirter de la seva funció de consultor el 1995 i la posterior decisió de Diageo Plc de vendre la marca del Llibre Guinness dels Rècords han fet que l'enfocament dels llibres passi d'estar orientat al text a ser una referència il·lustrada. S'ha seleccionat una sèrie de rècords per al llibre a partir de l'arxiu complet, però es pot accedir a tots els títols existents dels Rècords Mundials Guinness creant un inici de sessió en el lloc web de l'empresa. Les sol·licituds realitzades per particulars per a les categories de rècords existents són gratuïtes. La proposta d'un nou títol de rècord comporta una taxa administrativa de 5 dòlars.
El Guinness World Records va atorgar el rècord de la "Persona amb més rècords" a Ashrita Furman, de Queens (Nova York), l'abril de 2009; en aquest moment tenia 100 rècords i actualment ha batut més de 600 i manté 200.
El 2005, Guinness va designar el 9 de novembre com a Dia Internacional dels Rècords Mundials Guinness per fomentar la superació dels rècords mundials. El 2006, s'estima que van participar 100.000 persones en més de 10 països. Guinness va informar de l'existència de 2.244 nous rècords en 12 mesos, el que va suposar un augment del 173% respecte a l'any anterior. El febrer de 2008, la NBC va emetre The Top 100 Guinness World Records of All Time (Els 100 millors rècords mundials de tots els temps) i Guinness World Records va publicar la llista completa al seu lloc web.

## Determinació dels rècords

Sultan Kösen (Turquia) és la persona viva més alta des del 17 de setembre de 2009, segons ha verificat Guinness World Records.

En molts rècords, Guinness World Records és l'autoritat efectiva pel que fa als requisits exactes per obtenir-los i als qui pertenyen els rècords, ja que l'empresa proporciona adjudicadors als esdeveniments per determinar la veracitat dels intents de rècord. La llista de rècords que recull el Guinness World Records no és fixa, els rècords poden afegir-se i també eliminar-se per diverses raons. Es convida el públic a presentar sol·licituds per batre rècords, que poden consistir en la millora de rècords existents o en importants assoliments que podrien constituir un nou rècord. L'empresa també ofereix serveis corporatius perquè les empreses "aprofitin el poder de batre rècords per aconseguir un èxit tangible per als seus negocis".

### Problemes ètics i de seguretat

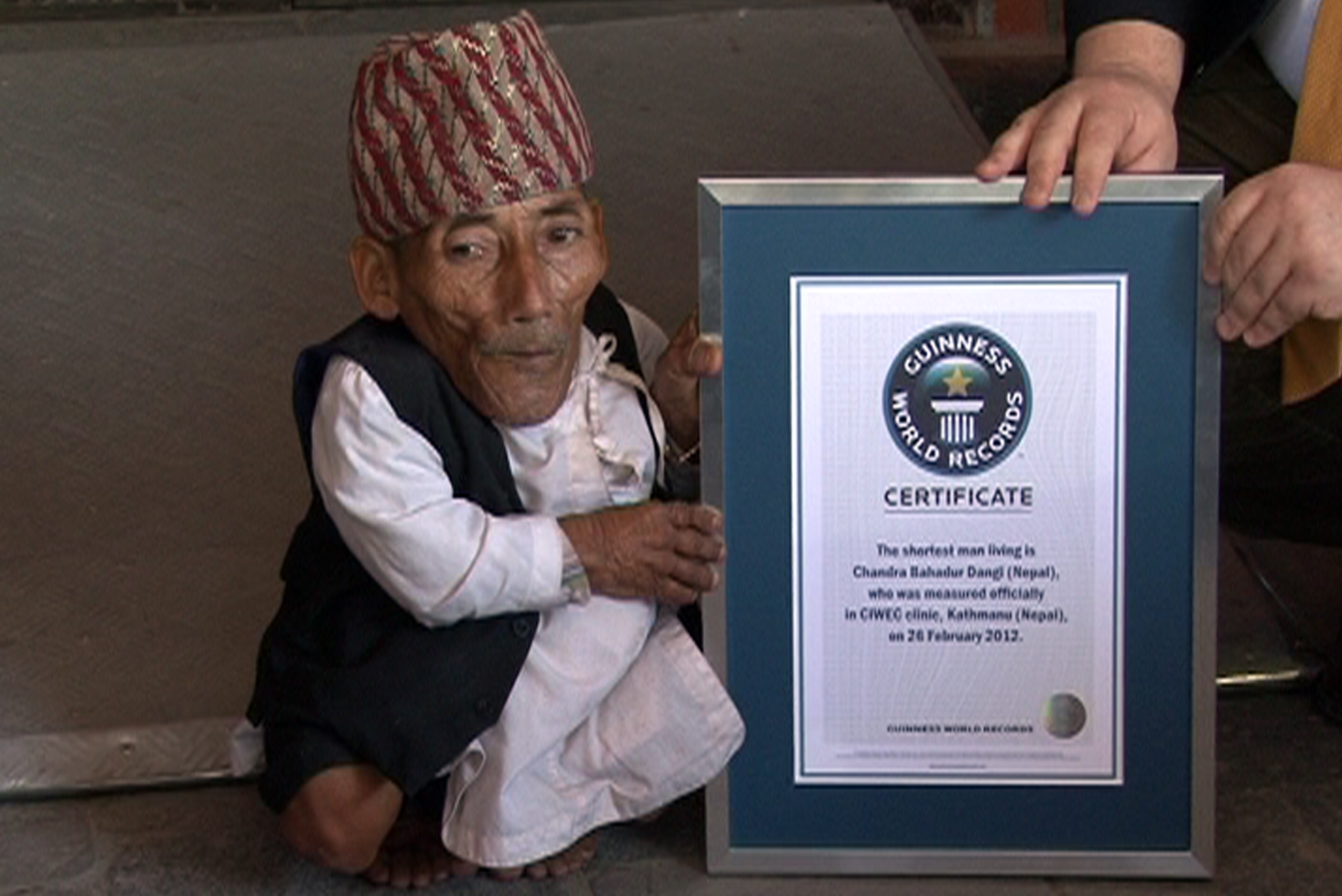
Chandra Bahadur Dangi (Nepal) reconegut com l'home més baix del món pel Guinness World Records

Guinness World Records estableix diversos tipus de rècords que no acceptarà per raons ètiques, com els relacionats amb la matança o el dany als animals.

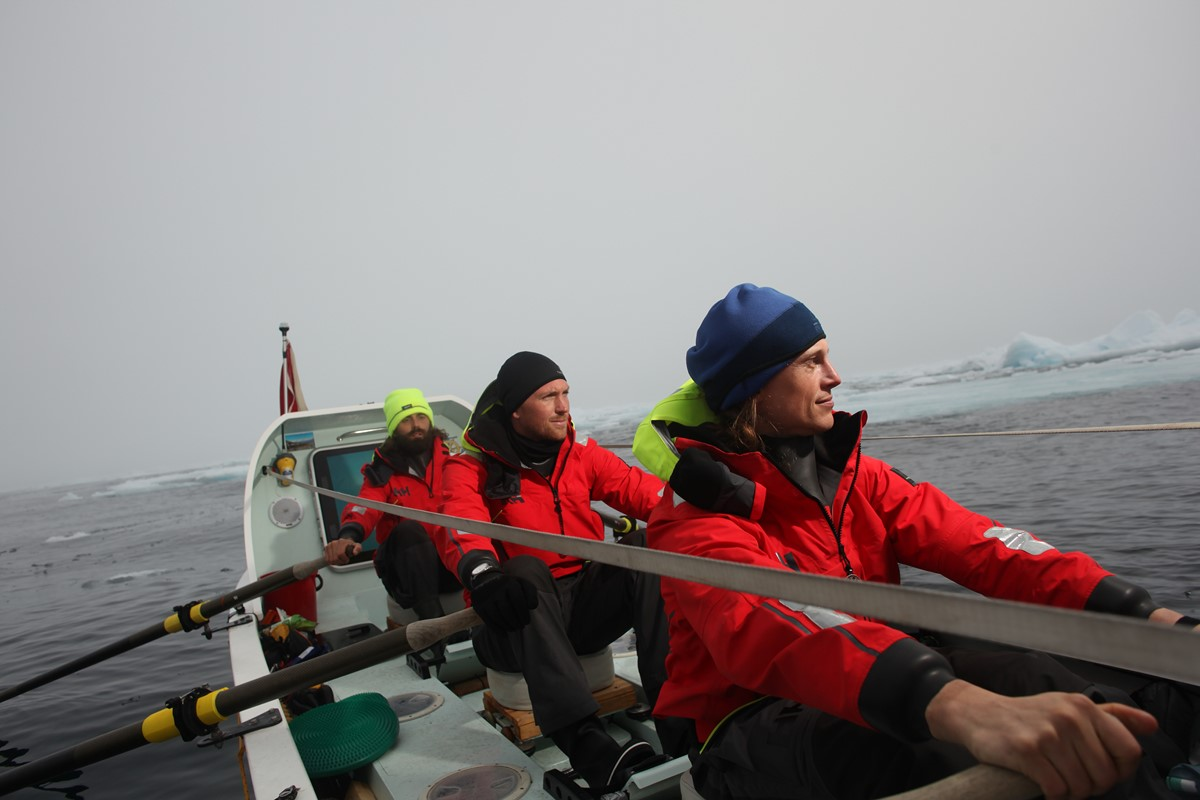
Fiann Paul, Alex Gregory i Carlo Facchino a bord del Polar Row, l'expedició que més rècords ha batut de la història.

Diversos rècords mundials que al seu dia es van incloure en el llibre han estat eliminats per raons ètiques, entre elles la preocupació pel benestar dels possibles autors dels rècords. Per exemple, després de la publicació del rècord del "peix més pesat", molts propietaris de peixos van sobrealimentar a les seves mascotes més enllà del que és saludable, de manera que es van eliminar aquestes entrades. El Llibre Guinness també va eliminar els rècords dins de la secció de "rècords de menjar i beure" d'Assoliments Humans el 1991 per la preocupació que els possibles competidors poguessin fer-se mal a si mateixos i exposar a l'editor a possibles litigis. Aquests canvis van incloure l'eliminació de tots els rècords de consum de begudes alcohòliques, vi i cervesa, juntament amb altres rècords inusuals de consum de coses tan improbables com bicicletes i arbres. Altres rècords, com el d'empassar espases i el de conducció de ral·lis (en carreteres públiques), es van tancar perquè no es tornessin a inscriure, ja que els actuals posseïdors havien actuat més enllà del que es considera nivells segurs de tolerància humana. Hi ha hagut casos en què s'han reobert categories tancades. Per exemple, la categoria d'empassar espases es va tancar en el Llibre Guinness dels Rècords de 1990, però es va reobrir quan Johnny Strange va batre el rècord d'empassar espases al programa Guinness World Records Live. De forma similar, els rècords de rapidesa en beure cervesa, que es van eliminar del llibre el 1991, van tornar a aparèixer 17 anys després en l'edició de 2008, però es van traslladar de la secció "Assoliments Humans" del llibre anterior a la secció "Societat Moderna" de l'edició més recent.

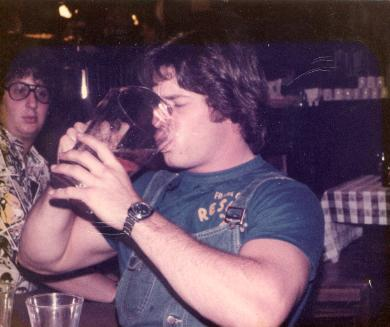
Steven Petrosino durant el seu reeixit intent de rècord Guinness el juny de 1977 al Gingerbreadman Pub de Carlisle, Pennsilvània. Va establir els rècords de 0,25 l (0,137 s) i de 0,5 l (0,4 s), però Guinness només va publicar el rècord d'1 litre.

Des de 2011, s'exigeix a les normes de tots els registres del tipus "aliments grans" que l'element sigui totalment comestible i es distribueixi al públic per al seu consum, per evitar el malbaratament d'aliments.
A petició de la Fàbrica de Moneda dels Estats Units, el 1984, el llibre va deixar d'acceptar rècord de grans acaparaments de monedes d'un cèntim o d'un altre tipus.
Ja no s'accepten ni es controlen els registres poc respectuosos amb el medi ambient (com la solta de llanternes de cel i globus de festa), ni tampoc els relacionats amb el consum o la preparació de tabac o cànnabis.

### Dificultat per determinar rècords
Per a algunes categories potencials, Guinness World Records ha declinat incloure a la llista alguns rècords que són massa difícils o impossibles de determinar. Per exemple, en el seu lloc web s'indica: "No acceptem cap reclamació de bellesa, ja que no és objectivament mesurable".
No obstant això, es van instaurar altres categories d'habilitat humana relacionades amb la velocitat mesurable, com la de l'"Aplaudiment més ràpid del món". El 27 de juliol de 2010, Connor May (NSW, Austràlia) va establir el rècord de 743 aplaudiments en 1 minut.
El 10 de desembre de 2010, Guinness World Records va deixar d'acceptar propostes per a la categoria de "rastes" després de la investigació de la seva primera i única titular femenina, Asha Mandela, determinant que era impossible jutjar aquest rècord amb precisió.

## Canvi en el model de negoci
Tradicionalment, l'empresa obtenia gran part dels seus ingressos a través de la venda de llibres a lectors interessats, especialment nens. L'auge d'Internet va començar a reduir les vendes de llibres en la dècada de 2000 i en endavant, com a part d'un declivi general de la indústria del llibre. Segons un reportatge de 2017 de Planet Money de NPR, Guinness va començar a adonar-se que una nova font d'ingressos lucrativa per a substituir la caiguda de les vendes de llibres eren els propis aspirants a batre rècords. Encara que en teoria qualsevol persona pot enviar un rècord perquè sigui verificat de forma gratuïta, el procés és lent i manual per a això. Els aspirants a batre un rècord que paguessin taxes que oscil·laven entre els 12.000 i els 500.000 dòlars rebrien assessors, adjudicadors, ajuda per trobar bons rècords per batre, així com suggeriments sobre com fer-ho, un servei ràpid, etc. En particular, les empreses i els famosos que buscaven un truc publicitari per llançar un nou producte o cridar l'atenció van començar a contractar Guinness World Records, pagant-los per trobar un rècord que batre o per crear una nova categoria només per a ells.
Guinness World Records va ser criticat pel presentador de televisió John Oliver al programa Last Week Tonight with John Oliver l'agost de 2019. Oliver va criticar seriament a Guinness per acceptar diners de governs autoritaris per a projectes de vanitat sense sentit, fent referència al president de Turkmenistan Gurbanguly Berdimuhamedow. Oliver va demanar a Guinness que col·laborés amb Last Week Tonight per adjudicar el rècord de "Pastís més gran amb una imatge d'algú caient d'un cavall", però, segons Oliver, l'oferta no va funcionar després que Guinness insistís en una clàusula de no descrèdit. Guinness World Records va negar les acusacions i va declarar que va rebutjar l'oferta d'Oliver de participar perquè "era simplement una oportunitat per burlar-se d'un dels nostres posseïdors de rècords", i que Oliver no va sol·licitar específicament el rècord del pastís de marbre més gran. A partir de 2021, el Rècord Mundial Guinness de la "Pastís de marbre més gran" segueix en mans de Betty Crocker Middle East, establert a Aràbia Saudita. En música, l'artista Marc Engelhard probablement ostenta el rècord del nom i el títol de la cançó més llarg amb 281 paraules.

## Museus

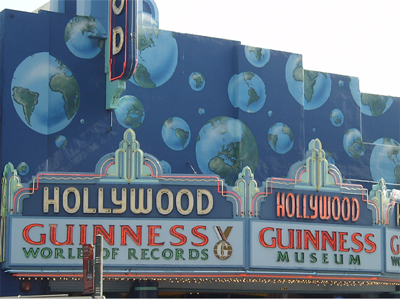
Museu Guinness a Hollywood

El 1976, es va obrir un museu del Llibre Guinness dels Rècords a l'Empire State Building. El tirador Bob Munden va sortir de gira per promocionar el Llibre Guinness dels Rècords realitzant el seu rècord de desenfundar més ràpid un revòlver d'acció simple de pes estàndard des d'una funda com la d'una pel·lícula de l'Oest. El seu temps més ràpid per desenfundar va ser de 0,02 segons. Entre els objectes exposats es trobaven les estàtues de mida natural de l'home més alt del món, Robert Wadlow, i del cuc de terra més gran de món, una foto de raigs X d'un tragador d'espases, el barret de Roy Sullivan, víctima de set llamps, amb els seus forats d'una de les caigudes, i un parell de sabates de golf amb gemmes a la venda per 6.500 dòlars. El museu va tancar el 1995.
Més recentment, l'empresa Guinness ha permès la franquícia de petits museus amb exposicions basades en el llibre, tots ells situats actualment (a partir del 2010) en ciutats turístiques: Tòquio, Copenhaguen i Sant Antoni. En el seu dia van haver-hi museus i exposicions dels Rècords Mundials Guinness al Trocadero de Londres, Bangalore, San Francisco, Myrtle Beach, Orlando, Atlantic City, Nova Jersey, i Las Vegas. El museu d'Orlando, que va tancar el 2002, portava la marca The Guinness Records Experience; els museus de Hollywood, les cascades del Niàgara, Copenhaguen i Gatlinburg, Tennessee, també portaven aquesta marca anteriorment.